# L-401
La L-401 és una carretera convencional de la Xarxa de Carreteres del Pirineu de calçada única actualment gestionada pels Serveis Territorials de Carreteres de Lleida (Generalitat de Catalunya). Discorre pels termes municipals d'Organyà, Coll de Nargó i Fígols i Alinyà, a la comarca de l'Alt Urgell, i d'Odèn i Guixers, a la del Solsonès.
Aquesta carretera, coneguda també popularment com la pista, va ser construïda vers el 1950 per la Comandància d'Obres de la IV Regió Militar. Hi van treballar presoners de la Guerra Civil Espanyola condemnats a treballs forçats.